# Indian Creek (Hat Creek)
Der Indian Creek ist ein etwa 112 km langer, linker Nebenfluss des Hat Creek in den US-Bundesstaaten Wyoming, Nebraska und South Dakota.

## Verlauf
Der Indian Creek entspringt in den Sherrill Hills im südöstlichen Niobrara County in Wyoming auf einer Höhe von rund 1560 m. Von dort fließt er zunächst in nördliche, später in nordöstliche Richtung und mäandriert durch die Great Plains flussabwärts. Der Fluss erreicht das Sioux County in Nebraska und wenig später das Fall River County in South Dakota und erhält mit Brush Creek und Oat Creek von links seine längsten Zuflüsse. Im weiteren Verlauf fließt der Indian Creek durch das Oglala National Grassland nach Osten und überquert mehrfach die Grenze zwischen Nebraska und South Dakota. Auf seinen letzten Kilometern fließt der Fluss wieder durch das Sioux County in Nebraska und mündet auf einer Höhe von 1087 m wenige Kilometer südwestlich der Siedlung Ardmore in den Hat Creek.

## Hydrologie
Der Indian Creek ist als Nebenfluss des Hat Creeks Teil des Einzugsgebietes des Cheyenne Rivers, der über Missouri und Mississippi in den Golf von Mexiko entwässert. Das Einzugsgebiet des Indian Creek grenzt an die Einzugsgebiete von Cottonwood Creek im Norden, Old Woman Creek im Westen und Antelope Creek im Süden.

## Belege
1. 1 2 3 4  Indian Creek. In: Geographic Names Information System. United States Geological Survey, United States Department of the Interior (englisch).